# Gmina Łapsze Niżne
Die Gmina Łapsze Niżne ist eine Landgemeinde im Powiat Nowotarski der Woiwodschaft Kleinpolen in Polen. Ihr Sitz ist das gleichnamige Dorf (slowakisch Nižné Lapše, ungarisch Alsólápos bis 1892 Alsó-Laps; deutsch Unterlapsch) mit etwa 1400 Einwohnern.

## Geschichte
Nach dem Ende des Ersten Weltkriegs und dem Zusammenbruch der k.u.k. Monarchie, wurde das Gemeindegebiet 1918 Teil der neu entstandenen Tschechoslowakei. Nach den tschechoslowakisch-polnischen Grenzkonflikten wurden die Orte 1920 der Zweiten Polnischen Republik zugesprochen. Von 1939 bis 1945 wurden die Orte Teil des Slowakischen Staates.

## Gliederung
Die Landgemeinde hat eine Fläche von 124,79 km². Zu ihr gehören acht Dörfer mit neun Schulzenämtern (sołectwa):
- Falsztyn (deutsch Falkenstein, slowakisch Falštín, ungarisch Falstin)
- Frydman (deutsch Friedmann, slowakisch Fridman, ungarisch Frigyesvágása)
- Kacwin (deutsch Katzwinkel, slowakisch Kacvín, ungarisch Szentmindszent)
- Łapszanka (deutsch Kleinlapsch, slowakisch Lapšanka, ungarisch Kislápos)
- Łapsze Niżne (deutsch Unterlapsch, slowakisch Nižné Lapše, ungarisch Alsólápos)
- Łapsze Wyżne (deutsch Oberlapsch, slowakisch Vyšné Lapše, ungarisch Felsőlápos)
- Niedzica (unterteilt in die Schulzenämter: Niedzica und Niedzica-Zamek) (deutsch Niest, slowakisch Nedeca, ungarisch Nedec)
- Trybsz (deutsch Tripsch, slowakisch Tribš, ungarisch Újterebes)